# Roy Palmer
Roy Palmer (New Orleans, 2 april 1887 - Chicago, 22 december 1963) was een Amerikaanse jazztrombonist.

## Biografie
Palmer speelde in 1906 eerst als gitarist in het Roseal's Orchestra (of Rozele Orchestra) en wisselde daarna naar de trompet en uiteindelijk naar de trombone. Aan het begin van zijn carrière speelde hij trombone met Richard M. Jones (1911, George Fewclothes Cabaret), Freddie Keppard (1911) en Willie Hightower (rond 1914/1915 in diens American Stars in de Cadillac Club) en in de Tuxedo Brass Band en de Onward Brass Band. In 1917 verhuisde hij naar Chicago, waar hij speelde met Lawrence Duhé in de band van Sugar Johnny Smith. Toen de band na het overlijden van Sugar Johnny Smith werd overgenomen door King Oliver, verliet hij de band. Palmer speelde tijdens de jaren 1920 in de band van de trompettist Tig Chambers, in de bands van Doc Watson, Hughie Swift en andere bands in Chicago. Hij werkte ook mee bij opnamen van Louis Armstrong, Jelly Roll Morton (1924, Fish Tail Blues, High Society), Johnny Dodds (1927), Richard M. Jones (1929), de State Street Ramblers (1931), de Memphis Nighthawks (ook bekend als Alabama Rascals, 1932) en ten laatste met de Chicago Rhythm Kings (1936). Palmer was tussen 1923 en 1936 betrokken bij 14 opnamesessies. Na John Chilton was hij al vanaf begin jaren 1930 niet meer actief als voltijds muzikant en werkte hij voor de Mazola Oil Company, in wiens brassband hij speelde. Na 1936 ontstonden geen verdere opnamen. Hij verhuisde in de zomer van 1940 naar de South State Street in Chicago, waar hij een wasserij begon. Daarnaast onderwees hij trompet, trombone en muziektheorie. Tot zijn leerlingen telden begin jaren 1920 Albert Wynn en Preston Jackson en ook tijdens de jaren 1950 onderwees hij in zijn woning trombone, trompet en muziektheorie.

## Discografie
- State Street Ramblers Volumes 1 (RST)

- Bibliothèque nationale de France: cb140561265 (data)
- International Standard Name Identifier: 0000 0000 8055 4409
- Library of Congress Control Number: n93046793
- MusicBrainz: 26738af3-fe07-4344-847b-1e122018580d
- Istituto Centrale per il Catalogo Unico: DDSV005157
- Virtual International Authority File: 66668928
- WorldCat: E39PCjtJyQyvQRRVxvmJ7K3vVy